# Division II i fotboll 1953/1954
Division II i fotboll 1953/1954 bestod av tre serier med 10 respektive 14 lag. Det var då Sveriges näst högsta division. Varje serievinnare gick upp till Allsvenskan och de tre sämsta degraderades till Division III. Det gavs 2 poäng för vinst, 1 poäng för oavgjort och 0 poäng för förlust.

## Förändringar inför säsongen
Eftersom lag från Norrland (norr om Hälsingland) skulle inkluderas i det nationella seriesystemet denna säsong, vilket de tidigare inte hade tillåtits, så kom division 2 att utökas från två serier till tre inför denna säsong. Detta genomfördes genom införandet av norrlandsserien.

### Nya lag
De nya lagen inför säsongen var:
Norrlandsserien:
| - Fagerviks GF uppflyttade från division 3 - GIF Sundsvall uppflyttade från division 3 - IFK Östersund uppflyttade från division 3 - IF Älgarna uppflyttade från division 3 - Ljunga IF uppflyttade från division 3 | - Ljusne AIK uppflyttade från division 3 - Lycksele SK uppflyttade från division 3 - Sandvikens AIK uppflyttade från division 3 - Skellefteå AIK uppflyttade från division 3 - Sollefteå GIF uppflyttade från division 3 |

Svealandsserien:
| - Avesta AIK uppflyttade från division 3 - Falu BS uppflyttade från division 3 - IFK Eskilstuna uppflyttade från division 3 | - Karlskoga IF uppflyttade från division 3 - Örebro SK nedflyttade från Allsvenskan - Västerås IK uppflyttade från division 3 |

Götalandsserien:
| - IFK Malmö nedflyttade från Allsvenskan - IK Sleipner uppflyttade från division 3 | - Landskrona BoIS uppflyttade från division 3 - Redbergslids IK uppflyttade från division 3 |

## Serier

### Norrland
| Nr | Lag                | S  | V  | O | F  | GM | IM | MS  | P  |
| -- | ------------------ | -- | -- | - | -- | -- | -- | --- | -- |
| 1  | Sandvikens AIK (U) | 18 | 12 | 3 | 3  | 43 | 27 | +16 | 27 |
| 2  | Ljusne AIK (U)     | 18 | 10 | 5 | 3  | 46 | 28 | +18 | 25 |
| 3  | Lycksele IF (U)    | 18 | 10 | 3 | 5  | 41 | 23 | +18 | 23 |
| 4  | Skellefteå AIK (U) | 18 | 8  | 5 | 5  | 47 | 32 | +15 | 21 |
| 5  | IFK Östersund (U)  | 18 | 7  | 6 | 5  | 39 | 29 | +10 | 20 |
| 6  | Fagerviks GF (U)   | 18 | 9  | 2 | 7  | 39 | 36 | +3  | 20 |
| 7  | IF Älgarna (U)     | 18 | 7  | 5 | 6  | 31 | 25 | +6  | 19 |
| 8  | GIF Sundsvall (U)  | 18 | 3  | 4 | 11 | 27 | 42 | −15 | 10 |
| 9  | Sollefteå GIF (U)  | 18 | 3  | 3 | 12 | 30 | 58 | −28 | 9  |
| 10 | Ljunga IF (U)      | 18 | 1  | 4 | 13 | 24 | 67 | −43 | 6  |

Sandvikens AIK gick upp till Allsvenskan och GIF Sundsvall, Sollefteå GIF och Ljunga IF flyttades ner till division III. De ersattes av Sandvikens IF från Allsvenskan och från division III kom IFK Holmsund, IF Friska Viljor och Skutskärs IF.

### Svealand
| Nr | Lag                | S  | V  | O | F  | GM | IM | MS  | P  |
| -- | ------------------ | -- | -- | - | -- | -- | -- | --- | -- |
| 1  | Hammarby IF        | 18 | 13 | 5 | 0  | 47 | 19 | +28 | 31 |
| 2  | Örebro SK (N)      | 18 | 13 | 2 | 3  | 45 | 17 | +28 | 28 |
| 3  | IFK Eskilstuna (U) | 18 | 11 | 3 | 4  | 42 | 25 | +17 | 25 |
| 4  | IK Brage           | 18 | 9  | 2 | 7  | 46 | 40 | +6  | 20 |
| 5  | Karlskoga IF (U)   | 18 | 9  | 2 | 7  | 27 | 34 | −7  | 20 |
| 6  | IK City            | 18 | 5  | 4 | 9  | 46 | 43 | +3  | 14 |
| 7  | Västerås SK        | 18 | 4  | 5 | 9  | 24 | 37 | −13 | 13 |
| 8  | Västerås IK (U)    | 18 | 4  | 4 | 10 | 24 | 40 | −16 | 12 |
| 9  | Falu BS (U)        | 18 | 4  | 3 | 11 | 29 | 45 | −16 | 11 |
| 10 | Avesta AIK (U)     | 18 | 2  | 2 | 14 | 22 | 52 | −30 | 6  |

Hammarby IF gick upp till Allsvenskan och Västerås IK, Falu BS och Avesta AIK flyttades ner till division III. De ersattes av Köpings IS, Södertälje SK och Karlstads BIK från division III.

### Götaland
| Nr | Lag                 | S  | V  | O  | F  | GM | IM | MS  | P  |
| -- | ------------------- | -- | -- | -- | -- | -- | -- | --- | -- |
| 1  | Halmstads BK        | 26 | 20 | 4  | 2  | 79 | 25 | +54 | 44 |
| 2  | IK Sleipner (U)     | 26 | 11 | 10 | 5  | 53 | 42 | +11 | 32 |
| 3  | Norrby IF           | 26 | 12 | 6  | 8  | 54 | 47 | +7  | 30 |
| 4  | IFK Malmö (N)       | 26 | 13 | 4  | 9  | 37 | 30 | +7  | 30 |
| 5  | Landskrona BoIS (U) | 26 | 12 | 5  | 9  | 49 | 41 | +8  | 29 |
| 6  | BK Derby            | 26 | 12 | 5  | 9  | 47 | 40 | +7  | 29 |
| 7  | Åtvidabergs FF      | 26 | 12 | 2  | 12 | 49 | 50 | −1  | 26 |
| 8  | Råå IF              | 26 | 10 | 6  | 10 | 38 | 40 | −2  | 26 |
| 9  | Höganäs BK          | 26 | 10 | 5  | 11 | 34 | 40 | −6  | 25 |
| 10 | IFK Trelleborg      | 26 | 10 | 4  | 12 | 41 | 51 | −10 | 24 |
| 11 | Motala AIF          | 26 | 9  | 6  | 11 | 31 | 47 | −16 | 24 |
| 12 | BK Häcken           | 26 | 9  | 4  | 13 | 34 | 41 | −7  | 22 |
| 13 | Örgryte IS          | 26 | 7  | 5  | 14 | 41 | 52 | −11 | 19 |
| 14 | Redbergslids IK (U) | 26 | 1  | 2  | 23 | 24 | 65 | −41 | 4  |

Halmstads BK gick upp till Allsvenskan och BK Häcken, Örgryte IS och Redbergslids IK flyttades ner till division III. De ersattes av Jönköpings Södra IF och IF Elfsborg från Allsvenskan och från division III kom Nybro IF, Kinna IF och IS Halmia.